# Тина (Торино)
Тина је насеље у Италији у округу Торино, региону Пијемонт.
Према процени из 2011. у насељу је живело 234 становника. Насеље се налази на надморској висини од 224 м.